# Mystic (selo Pequot Indijanaca)
Mystic /od missi-tuk = great tidal river, Trumbull/, selo Pequot Indijanaca na zapadnoj obali rijeke Mystic, nedaleko današnjeg Mystica u okrugu New London, Connecticut. Zapalili su ga Englezi 1637. pod vodstvom Johna Masona, pobivši oko 500 stanovnika, većinom žena i djece. Ovaj pokolj poznat je kao Pequot War.

## Vanjske poveznice
- Pequot War  Arhivirana inačica izvorne stranice od 15. ožujka 2007. (Wayback Machine)